# March Comes in like a Lion
March Comes in like a Lion (3月のライオン, Sangatsu no Raion, litt. Le Lion du mois de mars), ou Sangatsu no Lion, est un manga écrit et dessiné par Chica Umino. Il est prépublié depuis juillet 2007 dans le magazine Young Animal de l'éditeur Hakusensha, avec dix-sept volumes reliés sortis en août 2023. La version française est publiée par Kana à partir de février 2017. L'histoire suit Rei Kiriyama, lycéen et joueur professionnel de shōgi, qui développe graduellement ses compétences dans le jeu et sa relation aux autres.
La série remporte notamment le Grand prix du manga et le prix du manga Kōdansha en 2011, ainsi que le Grand prix du prix culturel Osamu-Tezuka en 2014.
Une adaptation en anime par le studio Shaft en deux saisons est diffusée entre octobre 2016 et mars 2018 sur NHK au Japon et en simulcast sur Wakanim dans les pays francophones. Un film live en deux parties et réalisé par Keishi Ōtomo sort en 2017.

## Synopsis
Rei Kiriyama, joueur professionnel de shōgi âgé de 17 ans, vit seul à Tokyo. Il a perdu ses parents à un très jeune âge dans un tragique accident de voiture. Cela a fait de lui un personnage triste, introverti, timide et solitaire qui trouve dans le shogi professionnel une sorte d'échappatoire. Même s'il n'a pas de passion particulière pour le jeu, son talent pour le shogi lui permet de devenir professionnel et de vivre seul dans un appartement froid, gris et vide près de Tsukuda, à Tokyo. Il préfère vivre seul après avoir pris ses distances avec sa famille adoptive, mais la solitude lui pèse. 
C'est là que le destin l'amène à rencontrer la famille Kawamoto, un foyer composé de trois sœurs et de leur grand-père qui l'accueillent dans leur maison chaleureuse, située dans l'un des quartiers les plus traditionnels de Tokyo, le shitamachi (centre-ville). Eux aussi n'avaient pas eu la vie facile, mais la famille garde un esprit bon-vivant. À leur contact, Rei Kiriyama va peu à peu s'affirmer, mûrir en tant que joueur et en tant que personne.

## Personnages

### Personnages principaux
Rei Kiriyama (桐山 零, Kiriyama Rei)
Voix japonaise : Kengo Kawanishi
Rei Kiriyama a 17 ans au début de l'histoire. Ses parents et sa petite sœur sont morts dans un accident de voiture, et il a été recueilli par un ami de son père, Koda, qui lui enseigne le shōgi. Son talent au jeu lui vaut la reconnaissance des professionnels, mais rend jaloux les deux enfants de Koda. Il préfère alors s'installer seul dans un studio à Rokugatsu-chō, arrêter ses études et devenir joueur professionnel. Après un an en solitaire, il accepte l'aide d'Akari Kawamoto.
Akari Kawamoto (川本 あかり, Kawamoto Akari)
Voix japonaise : Ai Kayano
Akari est la sœur ainée de Hinata et Momo, dont elle s'occupe depuis la mort de leur mère. Le jour, elle aide son grand-père à tenir un wagashi, et quelques soirs, elle est hôtesse dans un bar tenu par sa tante. Au contraire de Hinata, elle est formidable en cuisine. Elle a décidé de prendre Rei sous son aile après l'avoir trouvé saoul et abandonné par ses rivaux du club de shōgi.
Hinata Kawamoto (川本 ひなた, Kawamoto Hinata)
Voix japonaise : Kana Hanazawa
Hinata est la sœur cadette d'Akari. Collégienne, elle aspire à être aussi mature et responsable que son aînée. Elle est pleine d'entrain et travailleuse. Elle n'est pas très forte en cuisine. C'est la sœur dont Rei va se sentir le plus proche.
Momo Kawamoto (川本 モモ, Kawamoto Momo)
Voix japonaise : Misaki Kuno
La benjamine des trois sœurs, encore en école maternelle. Elle pleure souvent et aime particulièrement Rei.

### Personnages secondaires
Someji Kawamoto (川本 相米二, Kawamoto Someji)
Voix japonaise : Shigeru Chiba
Le grand-père des trois sœurs Kawamoto. Il travaille dur dans son magasin de wagashi traditionnel, Mikazuki-dō (Croissant de lune) à faire des spécialités de Sangatsuchô. Bien qu'il donne l'impression d'être un vieil homme grincheux, il tient beaucoup à ses petites-filles.
Masachika Kōda (幸田 柾近, Kōda Masachika)
Voix japonaise : Tōru Ōkawa
Le père adoptif et professeur de shōgi de Rei, professionnel 8e dan. Il se montre très strict envers ses enfants, qu'il considère également comme des élèves, et son favoritisme devant le talent de Rei lui vaudra la haine de ses deux enfants, Kyoko et Ayumu.
Kyōko Kōda (幸田 香子, Kōda Kyōko)
Voix japonaise : Marina Inoue
La fille de Masachika Koda, qui voue une haine envers Rei pour être devenu l'enfant préféré de son père : elle le harcèle dès qu'elle se sent seule et n'hésite pas à le déconcentrer et lui saper le moral avant ses matchs. Elle est la maitresse de Masamune Gotō, professionnel 9e dan de shōgi.
Harunobu Nikaidō (二海堂 晴信, Nikaidō Harunobu)
Voix japonaise : Nobuhiko Okamoto
Harunobu est un joueur professionnel 4e dan du même âge que Rei, dont il s'est auto-proclamé « meilleur ami » et « rival à vie ». Venant d'une famille riche, il cache une santé fragile derrière son fort caractère et son côté bon vivant. Il est inspiré d'un véritable joueur de shogi, Satoshi Murayama.
Kai Shimada (島田 開, Shimada Kai)
Voix japonaise : Shinichiro Miki
Joueur professionnel de shogi, huit dan, de la ville de Tendo, préfecture de Yamagata. Très dévoué à ses recherches, c'est un travailleur sincère et acharné. Dans sa trentaine, il est du même âge que Tōji Sōya. D'un tempérament doux, il est naturellement enclin à travailler avec les autres. Mais c'est aussi un adversaire redoutable en shōgi. Il anime les "ateliers de shogi Shimada", auxquels il a invité Rei à participer. Il souffre de douleurs chroniques à l'estomac en raison du stress causé par ses matchs. Takanori Jingūji, président de l'Association japonaise de shogi, déplore souvent que Shimada ne soit pas charismatique ou aussi beau que Sōya, l'actuel Meijin.
Tōji Sōya (宗谷 冬司, Sōya Tōji)
Voix japonaise : Akira Ishida
L'actuel Meijin. Il est devenu le plus jeune Meijin connu. Il a toujours rêvé d'avoir un rival comme Rei. Tout comme Rei, il est devenu un joueur de shōgi professionnel au collège et plusieurs joueurs ont déclaré leurs styles de jeu étaient très similaires.  
Tatsuyuki Misumi (三角 龍雪,, Misumi Tatsuyuki)
Voix japonaise : Tomokazu Sugita
Un joueur pro de shogi, sixième dan.  On le surnomme "Smith" pour son style de jeu doux. Un peu distant, il s'entend bien avec Matsumoto.
Yuusuke Takahashi (高橋 勇介, Takahashi Yūsuke)
Voix japonaise : Yoshimasa Hosoya
L'ami d'enfance de Hinata, il est dans la même année qu'elle au collège. Il respecte Rei, parce que celui-ci a réussi de devenir professionnel dans le shōgi. Son grand-père et son père aiment tous les deux beaucoup le shōgi et sont aussi fan de Rei. Sa famille possède un magasin de lait.
Takashi Hayashida (林田 高志, Hayashida Takashi)
Voix japonaise : Takahiro Sakurai
Le professeur principal de Rei, il s'inquiète pour Rei qui semble isolé et ne pas pouvoir bien s'adapter à son environnement. Il est aussi un grand fan de shōgi. Il est le seul au lycée à avoir entendu dire que Rei était un joueur de shogi professionnel.
Issa Matsumoto (松本 一砂, Matsumoto Issa)
Voix japonaise : Subaru Kimura
26 ans. Cinq dan. Personne très expressive et enthousiaste, il peut aussi être agressif à l'occasion. On le décrit comme le « boute-en-train » du hall de shōgi où se trouvent les matchs. Il vient de la campagne. Il est fan d'Akari.

## Manga

### Production
March Comes in like a Lion est écrit et dessiné par Chica Umino. Il est prépublié depuis juillet 2007 dans le magazine Young Animal de l'éditeur Hakusensha.
Pour la partie technique, le manga est supervisé par le joueur professionnel de shōgi Manabu Senzaki[réf. nécessaire]. Les explications de shōgi sont présentés dans le manga et l'anime par une armée de petits chats, les « shogi kitties », qui incarnent chaque pièce du jeu. 
Le titre du manga est inspiré du film japonais de 1991 March Comes in like a Lion dont le poster avait fait grande impression à Chica Umino sans même avoir vu le film. Le titre vient de l'expression anglaise « March comes in like a lion and goes out like a lamb » qui représente l'instabilité de la météo du mois de mars : le début en tempête et la fin du mois ensoleillé. Les mois semblent avoir une symbolique dans l'histoire, les villes dans le manga ayant des noms mensuels, la famille Kawamoto vit par exemple à Sangatsu-chou (mars) et Rei à Rokugatsu-chou (juin). De plus, le superviseur pratique du manga, Manabu Senzaki, ajoute qu'en réalité, le classement du shōgi commence en juin et que la partie finale pour la promotion (ou la rétrogradation) a lieu en mars, le mois de mars étant donc crucial pour les professionnels du jeu. 
Lors d'un interview pour sa couverture de la réédition par Shūeisha de Anne… la maison aux pignons verts, Umino explique que les livres pour enfants occidentaux tels que Heidi et Anne… la maison aux pignons verts l'ont beaucoup inspiré pour ses propres histoires. L'autrice apprécie les instants du quotidien quelque peu banals présents dans Heidi, comme la préparation de la nourriture. Dans March Comes In Like a Lion plusieurs scène décrive simplement Akari Kawamoto en train de cuisiner. À ce sujet, la mangaka déclare : « J'ai pensé que la présence de scènes de repas dans mon propre manga rendrait les choses plus vivantes pour les lecteurs ». Elle est reconnaissante des lecteurs qui lui envoient des lettres et des photos d'eux tentant la recette des œufs à la coque dans March. Umino précise : « Je veux que mes mangas soient lus pendant longtemps, c'est pourquoi je veille à ne pas faire apparaître que des personnages de la même tranche d'âge », ce qui explique la diversité des personnages de Momo Kawamoto, la benjamine des Kawamoto en maternelle, Rei Kiriyama en tant qu'adolescent et Someji Kawamoto, le grand-père des trois sœurs. 
Umino décrit Honey and Clover, son précédent et premier manga, comme « une histoire sur un monde que je connaissais déjà sans avoir à m'étendre », tandis que March Comes in Like a Lion est « une histoire basée sur la recherche et l'écoute de diverses histoires sur des mondes que je ne connaissais pas ». 
Umino a déclaré qu'elle voulait une adaptation anime du manga seulement si elle était réalisée par Akiyuki Shinbo et produite par Shaft, sinon le manga « n'avait pas besoin d'être adapté ». Le projet a presque été abandonné, mais après plusieurs négociations, Shaft pris l'adaptation en main.
Dans le 17ème volume du manga, paru en août 2023, Umino annonce que la série touche à sa fin.  

### Série dérivée
Une série dérivée du manga est publiée d'avril 2015 à mars 2020 dans le magazine Young Animal sous le titre Sangatsu no Lion Shouwa Ibun: Shakunetsu no Toki (3月のライオン昭和異聞 灼熱の時代). La série est créée par Hideaki Nishikawa, anciennement animateur et créateur de hentais sous le pseudonyme de Komashi Mamiya. L'histoire se déroule en l'an Showa 44 (1969) et est centrée sur Takanori Jingūji, un jeune homme de 27 ans qui deviendra le chef de l'Association japonaise de shōgi dans la série principale du manga.   

### Liste des volumes
| no | Japonais          | Japonais          | Français          | Français          |
| no | Date de sortie    | ISBN              | Date de sortie    | ISBN              |
| --- | ----------------- | ----------------- | ----------------- | ----------------- |
| 1 | 22 février 2008   | 978-4-592-14511-0 | 17 février 2017   | 978-2-5050-6787-0 |
| 2 | 28 novembre 2008  | 978-4-592-14512-7 | 17 février 2017   | 978-2-5050-6788-7 |
| Extra : Dans la version japonaise, une couverture alternative du deuxième volume est dessinée par Kentarō Miura, auteur de Berserk. |                   |                   |                   |                   |
| 3 | 12 août 2009      | 978-4-592-14513-4 | 21 avril 2017     | 978-2-5050-6789-4 |
| 4 | 9 avril 2010      | 978-4-592-14514-1 | 16 juin 2017      | 978-2-5050-6790-0 |
| 5 | 26 novembre 2010  | 978-4-592-14515-8 | 25 août 2017      | 978-2-5050-6791-7 |
| 6 | 22 juillet 2011   | 978-4-592-14516-5 | 6 octobre 2017    | 978-2-5050-6794-8 |
| 7 | 23 mars 2012      | 978-4-592-14517-2 | 1er décembre 2017 | 978-2-5050-6795-5 |
| 8 | 14 décembre 2012  | 978-4-592-14518-9 | 16 mars 2018      | 978-2-5050-6796-2 |
| Extra : Dans la version japonaise, le tome 8 (ISBN 978-4-592-14718-3) est également sorti en édition limitée. |                   |                   |                   |                   |
| 9 | 27 septembre 2013 | 978-4-592-14519-6 | 22 juin 2018      | 978-2-5050-6797-9 |
| Extra : Dans la version japonaise, le tome 9 (ISBN 978-4-592-14719-0) est également sorti en édition limitée. |                   |                   |                   |                   |
| 10 | 28 novembre 2014  | 978-4-592-14520-2 | 21 septembre 2018 | 978-2-5050-7287-4 |
| Extra : Dans la version japonaise, le tome 10 (ISBN 978-4-592-14750-3) est également sorti en édition limitée accompagné d'un CD contenant la chanson Fighter par Bump of Chicken écrite pour l'anime et une illustration de Chika Umino,. |                   |                   |                   |                   |
| 11 | 25 septembre 2015 | 978-4-592-14521-9 | 7 décembre 2018   | 978-2-5050-6798-6 |
| 12 | 29 septembre 2016 | 978-4-592-14522-6 | 1er mars 2019     | 978-2-5050-7550-9 |
| 13 | 29 septembre 2017 | 978-4-592-14523-3 | 21 juin 2019      | 978-2-5050-7551-6 |
| 14 | 21 décembre 2018  | 978-4-592-16024-3 | 6 septembre 2019  | 978-2-5050-7552-3 |
| 15 | 26 décembre 2019  | 978-4-592-16025-0 | 16 octobre 2020   | 978-2-5050-7587-5 |
| 16 | 29 septembre 2021 | 978-4-592-16026-7 | 10 juin 2022      | 978-2-5050-8480-8 |
| 17 | 29 août 2023      | 978-4-592-16027-4 | 26 avril 2024     | 978-2-5051-2151-0 |
| 18 | 29 septembre 2025 | 978-4-592-16028-1 |                   |                   |

## Anime
L'adaptation en anime est annoncée en septembre 2015. La série est réalisée au sein du studio Shaft par Akiyuki Shinbo. La première saison de 22 épisodes est diffusée à partir du 8 octobre 2016 sur NHK au Japon et en simulcast sur Wakanim dans les pays francophones Puis sur Crunchyroll après la fermeture de Wakanim. La deuxième saison de 22 épisodes est diffusée à partir du 14 octobre 2017.
Le visuel de l'adaptation animée est perçu favorablement par certains critiques, conservant un effet aquarelle qui fait référence aux couvertures de Chika Umino. L'autrice souhaitait à l'origine une esthétique similaire à la direction artistique de Hisaharu Iijima et au design des personnages d'Akio Watanabe dans Bakemonogataor, ce à quoi Akiyuki Shinbo répondit qu'il ne pensait pas que ce style correspondrait à la série.

### Bande-son de l'anime
Dans la première saison, le premier générique d'ouverture et le générique de fin sont respectivement "Answer" et "Fighter" de Bump of Chicken. Le deuxième générique d'ouverture est "Goodbye Bystander" de YUKI et le deuxième générique de fin est "Orion" de Kenshi Yonezu.
Dans la deuxième saison, le premier générique d'ouverture est "Flag wo Tatero" (フラッグを立てろ, littéralement "Lever le drapeau") de YUKI, tandis que le premier générique de fin est "Kafune" (カフネ) de Brian the Sun. Le deuxième générique d'ouverture est "Haru ga Kite Bokura" (春が来てぼくら, lit. "We of the Coming Spring") de Unison Square Garden et le deuxième générique de fin est "I Am Standing" de Ruann.
Yukari Hashimoto a composé la musique de la série en dehors des génériques.

## Film en prise de vues réelles
L'adaptation en film en prise de vues réelles est annoncée en septembre 2015. Le film est divisé en deux parties : la première est sortie le 18 mars 2017 et la seconde le 22 avril 2017, distribué au Japon par Tōhō et Asmik Ace. Le film est réalisé par Keishi Ōtomo, avec Ryūnosuke Kamiki jouant le rôle principal. 
Le thème musical du premier film est la chanson Be Noble du rappeur japonais Boku no Lyric no Bōyomi, tandis que celui du deuxième film est une reprise de Haru no Uta (2005) de Spitz par la chanteuse Sakura Fujiwara.
Yukari Hashimoto compose la musique de la série en dehors des génériques.

## Réception
En 2009, la série est nommée pour le 2e prix Manga Taishō et remporte le prix lors de la 4e édition en 2011. La même année, il remporte le 35e prix du manga Kōdansha dans la catégorie « Meilleur manga » à égalité avec Space Brothers de Chūya Koyama. Le titre reçoit également le 18e Grand prix du prix culturel Osamu Tezuka en 2014. En 2015, la série est première du 15e classement Da Vinci Annual Book of the Year. En 2021, le manga remporte le Grand Prix de la division manga du 24e Japan Media Arts Festival.
En 2016, le volume 12 de la série s'était vendu à 631 307 exemplaires au Japon.
Animefeminist place cette série dans leur top 25 des animes des années 2010. Peter Fobian, bloggeur pour le site, déclare que « March est une épopée émotionnelle qui suit la vie de ses nombreux personnages, leurs luttes existentielles et les diverses façons dont ils trouvent un sens à leur vie ». Il ajoute que « March explore les effets de la dépression, des traumatismes, de la maladie, du deuil, du vieillissement et de la perte, mais radoucit le tout par la chaleur des liens personnels qui soutiennent ses personnages à traverser les hauts et les bas. Il n'y a pas de réponses faciles dans March, mais il y a toujours de l'espoir ».
Fahim Ahmed publie en 2020 une analyse des diverses émotions qui entourent le personnage principale Rei. En décrivant Rei, l'auteur dit celui-ci « n'a pas cherché à devenir professionnel par passion, mais par le seul besoin de survivre ». March Comes in Like a Lion présente le développement du personnage et de « son arbre de liens ».

## Collaborations
À la suite de la popularité du manga, de nombreuses collaborations avec diverses marques ont eu lieu :
Yukimi Daifuku, une marque de desserts gelés japonaise, ont recrée une recette de Akari Kawamoto dans le manga.
Du 25 au 29 septembre 2015, une boutique à durée limitée, « Fukufuku Japanese Sweets 'Mikazukido' », du nom du magasin du grand-père dans le manga, ouvre ses portes au magasin principal de Seibu à Ikebukuro, dans lequel les confiseries japonaises qui apparaissent dans l'œuvre ont été réellement vendues. Les desserts ont été supervisés par Yoshinaga Kameya, une confiserie japonaise établie de longue date à Kyoto.
Depuis 2012, une compétition au Tournoi de shōgi pour enfants J:COM Cup qui a lieu en été est renommée J:COM Cup March Lion Tournoi de shōgi pour enfants en honneur de la série. Un dessin de Rei jouant du shogi se trouve toujours sur le site internet.